# Лас-Вильяс (Хаэн)
Лас-Вильяс (исп. Las Villas (Jaén))  — район (комарка) в Испании, входит в провинцию Хаэн в составе автономного сообщества Андалусия.

## Муниципалитеты
| Муниципалитет             | Население | Площадь км² | Плотность населения чел./км² |
| ------------------------- | --------- | ----------- | ---------------------------- |
| Иснатораф                 | 1.155     | 86          | 13,81                        |
| Сориуэла-дель-Гвадалимар  | 1.223     | 54          | 23,3                         |
| Вильякаррильо             | 11.137    | 239         | 45,6                         |
| Вильянуэва-дель-Арсобиспо | 8.724     | 177,38      | 49,43                        |